# Крупатица
Крупатица (лат. Blicca bjoerkna) је слатководна риба која подсећа на деверику, припада фамилији Cyprinidae.
- Локални називи: блика, андрога, плата, платица
- Макс. дужина: 30 cm.
- Макс. маса: 1.5 kg.
- Време мреста: од фебруара до јула

## Опис и грађа
Крупатица' има пљоснато, високо тело као и деверика, али још мању главу. Губица јој је тупа. Промер око јој је већи од дужине губице. Подрепна пераја почињу иза завршетка леђа. Леђа су јој смеђозеленкаста, а бокови сребрнастомодричастог сјаја. Непарне су јој пераје сивкастомодре, а прсне и трбушне црвенкасте. 
Крупатица за годину дана израсте на дужину од 6 до 8 cm. Мужјаци постају полно зрели након друге године, а женка након треће до пете године. Може живети до 16 година. Обично нарасте 16 - 18 cm и до 1 kg тежине. 

## Навике, станиште, распрострањеност
Живи у низијским водама, најчешће у великим рекама и њиховим плавним подручјима. Храни се животињским организмима на дну. 

## Размножавање
У северном делу ареала који насељава, парење се одиграва све до јула. Пре парења мужјацима се на глави и телу појављују мале кошчане израслине. У том периоду постају изузетно агресивни територијални бранећи је од других мужјака. Сам мрест се дешава у сумрак и у зору. Женке полажу између 11.000 и 109.000 јајашаца на воденом биљу и осталим потопљеним објектима, као што су пањеви и крупно камење. Јајашца су лепљива и каче се за објекте у води. Она која падну на дно угињавају због недостатка кисеоника. Не полаже сву икру одједном, већ у 2 до 3 наврата. 